# 圣米歇尔 (埃纳省)
圣米歇尔（法語：Saint-Michel，法語發音：[sɛ̃ miʃɛl] ⓘ），亦称蒂耶拉什地区圣米歇尔（法語：Saint-Michel-en-Thiérache，法語發音：[sɛ̃ miʃɛl ɑ̃ tjeʁaʃ]），是法国上法兰西大区埃纳省的一个市镇，位于该省东北部，属于韦尔万区。

## 地理
圣米歇尔（49°55'5"N, 4°7'58"E）面积42.2 平方千米，位于法国上法蘭西大區埃纳省，该省份为法国北部内陆省份，北起北部省，西接索姆省和瓦兹省，东临阿登省和马恩省，西南至塞纳-马恩省，东北部与比利时接壤。
与圣米歇尔接壤的市镇（或旧市镇、城区）包括：比西伊、伊尔松、马蒂尼、瓦蒂尼、莫米尼。

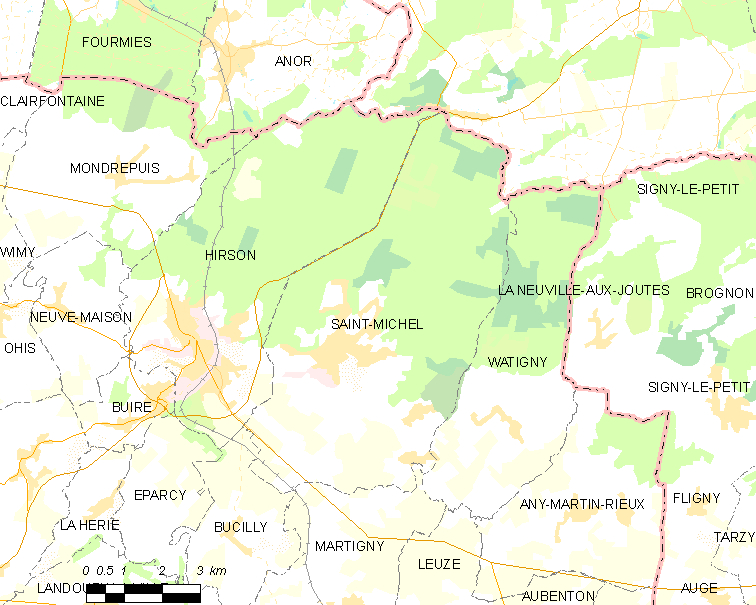
的OSM定位图

圣米歇尔的时区为UTC+01:00、UTC+02:00（夏令时）。

## 行政
圣米歇尔的邮政编码为02830，INSEE市镇编码为02684。

## 政治
圣米歇尔所属的省级选区为伊尔松县。

## 人口

1962-2008年间人口变化图示

圣米歇尔于2022年1月1日时的人口数量为3222人。